# Révolte de Shays

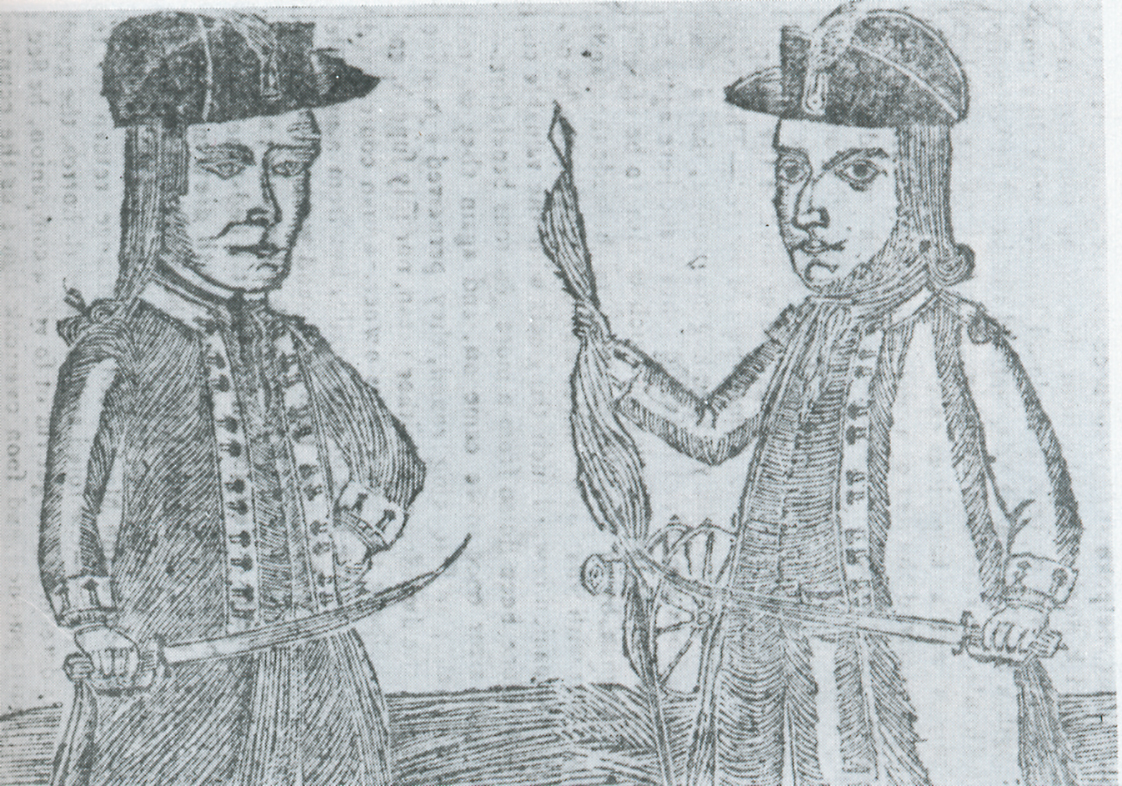
Portrait contemporain de Daniel Shays et de Job Shattuck.

La révolte de Shays (Shays' Rebellion) est un soulèvement armé dans l'ouest du Massachusetts d'août 1786 à janvier 1787. La révolte de Shays intervient dans un contexte économique troublé par l’inflation et la dévaluation du dollar.

## Contexte économique et social dans les années 1780
À la fin de la guerre d'indépendance américaine, les États-Unis nouvellement indépendants connaissent une situation difficile. Beaucoup de citoyens se sont endettés pendant le conflit. 
Or, l'indépendance a eu comme conséquence une contraction du commerce entre les Antilles et le port de Boston. Les industriels anglais, dès le retour de la paix font pression sur les gouvernements pour que les importateurs du Massachusetts honorent leurs créances. Ceux-ci du coup harcèlent les détaillants qui font de même avec les agriculteurs. Les difficultés des citoyens endettés sont d'autant plus grandes que les créanciers exigent d'être payés en monnaie métallique (or, argent ou cuivre) et refusent le papier monnaie, les paiements en nature ou en titres de propriété. Dans un premier temps, les paysans demandent à l'État de contraindre les créanciers à accepter le papier monnaie mais l'assemblée du Massachusetts refuse. Pris à la gorge, certains citoyens se révoltent, dirigés par Daniel Shays.
La population rurale agricole est généralement incapable de répondre aux demandes des marchands et des autorités civiles. Certains commencèrent à perdre leurs terres et autres biens lorsqu'ils ne parviennent pas à honorer leurs dettes et leurs obligations fiscales. Cela provoque un profond ressentiment contre les collecteurs d'impôts et les tribunaux, où les créanciers obtiennent des jugements contre les débiteurs et où les collecteurs d'impôts obtiennent des jugements autorisant les saisies de biens.

## Daniel Shays
Daniel Shays est un ouvrier agricole de l'Ouest du Massachusetts. Il s'est engagé dans les troupes révolutionnaires dès 1775. Il finit la guerre avec le grade de capitaine.  Après sa démobilisation en 1780, il doit attendre longtemps le versement de sa solde.  Mais très vite ses dettes augmentent. L'amertume d'avoir combattu pour une république qui ne lui donne rien grandit. Il se porte à la tête d'un petit groupe de révoltés en 1787. Il est alors âgé de 39 ans.

## Une révolte sociale
Les rebelles sont des petits fermiers révoltés par leur endettement et par l'augmentation des taxes. Ils sont connus sous le nom de Shaysites et s'appellent eux-mêmes les Regulators parce qu'ils veulent "influencer le gouvernement". 
On trouve aussi des artisans opposés aux marchands de l'état. Ces derniers forment une milice de 1 200 hommes. Ils s'en prennent aux tribunaux qui prononcent des saisies immobilières. Ils attaquent Springfield en janvier 1787. Ils lancent aussi une campagne d'intimidation  à l'encontre des commerçants de l'Ouest du Massachusetts. 
Le Massachusetts demande de l'aide au Congrès. Or la plupart des États refusent de mobiliser les ressources nécessaires à la répression de la révolte par égoïsme individuel. Le Massachusetts forme donc une milice d'État sous la direction de Benjamin Lincoln. Pour y faire face, les révoltés cherchent à s'emparer de l'arsenal fédéral de Springfield qui leur fournirait toutes les armes dont ils ont besoin. Mais la milice de Lincoln est plus rapide qu'eux et prend le contrôle de l'arsenal.
Les révoltés sont finalement battus puis condamnés à mort et amnistiés. Shays s'enfuit dans le Vermont.

## Les conséquences de la révolte de Shays
La révolte de Shays provoque un sentiment de peur à l’égard du peuple parmi les pères fondateurs. James Madison a craint l'instauration d'un régime « despotique » sous la houlette d'un nouveau « Cromwell ». George Washington, dans une lettre à James Madison, s'inquiète du jugement des Britanniques sur la nation américaine : « Laissons-les à eux-mêmes et leurs institutions iront à leur perte ».
La révolte est un levier qui permet aux fédéralistes d'accroître les prérogatives du pouvoir central. Thomas Jefferson, alors en poste à Paris, écrivit dans une lettre à Madison datée du 30 janvier 1787 : « Je prétends qu'une petite rébellion de-ci de-là est une bonne chose, aussi nécessaire dans le monde politique que les orages dans le monde physique ». (« I hold it that a little rebellion now and then is a good thing, and a necessary in the political world as storms in the physical »)